# Tito Bilopavlović
Tito Bilopavlović (Nova Gradiška, 7. siječnja 1940.), hrvatski je književnik.

## Životopis
Rođen je 7. siječnja 1940. godine, u Novoj Gradiški.
Diplomirao je na Pravnom fakultetu u Zagrebu 1977. godine. Radio je kao urednik u Studenskom listu, tajnik za kulturu u Novoj Gradišci, kao tajnik Društva hrvatskih književnika, kolumnist tjednika Danasa, urednik dječjeg lista SMIB, urednik u Školskoj knjizi. Danas vodi Tribinu DHK-a.
Započeo je kao pjesnik zbirkama Pijesku već oplakanom (1967.), Vrt za prijatelje (1969.), Exodus (1971.) i Lov na uzvanike (1974.); sklon ludičkim elementima, urbanoj kolokvijalnosti, humornim detaljima. Kasnije se posvećuje prozi, s romanom Ciao, slinavci (1977.) i novelama Plavuša i atleta (1974.), Stid (1980.) i Škola za sjećanje (1982.) u kojima se bavi likovima iz urbane sredine.
Neka njegova djela u svojoj je antologiji Żywe źródła iz 1996. s hrvatskog na poljski prevela poljska književnica i prevoditeljica Łucja Danielewska.

### Poezija
Zbirke:
- Pijesku već oplakanom (1967.)
- Vrt za prijatelje (1969.)
- Exodus (1971.)
- Lov na uzvanike (1974.)
- Dvorska luda i ostala rodbina (2000.)

### Proza
- Plavuša i atleta (1974.)
- Stid (1980.)
- Škola za sjećanje (1982.)
- Rođenje Venere (2000.)
- Ciao, slinavci (1977.)

### Feljtoni
Knjige feljtona:
- Sudbina u ruci (1981.)
- Graditelji ruševina (2002.)

### Dječja proza
- Kutija za male i velike igračke (1980.)
- Paunaš (1978.)
- Filipini iza ugla (1988.)
- Otmica Labinjanki (1988.)
- Oprostite, volim vas (1998.)
- Čitaj, gospodine balavče (2002.)

## Nagrade i priznanja
Dobitnik je “Brankove nagrade”, “Nagrade lista Mladost” i nagrade Duhovno hrašće za zbirku pjesama Pijesku već oplakanom, nagrade Vladimir Nazor za knjigu priča Stid, nagrade Grigor Vitez za knjigu priča Paunaš, nagrade Mato Lovrak 2003. godine za roman Čitaj, gospodine balavče, te nagrade Josip i Ivan Kozarac za životno djelo.
- 2008.: 2. nagrada za najbolju zbirku poezije između dvaju Susreta, za zbirku Pijesku već oplakanom.[4]
- 2018.: Povelja “Srebrne svirale”, "za njegov prinos hrvatskoj književnosti s posebnim naglaskom na izniman pjesnički opus i istaknuto mjesto u suvremenoj hrvatskoj lirici".[5]
- 2020.: Posebno priznanje Nagrade “Grigor Vitez”, za bogat književni rad za djecu i mladež.[6]